# 2号加利福尼亚州州道
2号加利福尼亚州州道（California State Route 2）是一条东西走向的加利福尼亚州州级公路，西起聖塔莫尼卡，东至賴特伍德接138号加利福尼亚州州道（CA 138），全长140.488公里。